# ICWiP
A pécsi ICWiP (International Cultural Week in Pécs, magyarul csak „icvip”-ként hallani) mára Kelet-Közép Európa és az alpok–adriai térség egyik legismertebb tematikus nemzetközi fesztiváljává vált. Az először 1997-ben megrendezett fesztiválra négy kontinens 60 országából több, mint 1800 vendég látogatott el. Az ICWiP összetett programjai különböző nyári egyetemek, kulturális és sportrendezvények, koncertek, táncelőadások és egyéb kiállítások színtere. A rendezvény egyik alapgondolata, hogy különböző országok, kultúrák fiataljai cserélhessenek eszmét.
Az ICWiP 2011 óta nyári egyetemként működik, 2013-tól pedig Magyarország első Pecs Debate Academy  nyári vitarendezvényeként fejlődik tovább.

## Külső hivatkozások
- Hivatalos oldal (angol)
- Cikk a www.pecsinapilap.hu oldalán